# Berardo II dei Bonacolsi
Berardo dei Bonacolsi (Mantova, XIV secolo – XIV secolo) è stato un nobile italiano.

## Biografia
Era il figlio naturale di Rinaldo dei Bonacolsi e assistette il padre nel governo di Mantova. Nel 1321 venne dal padre nominato capitano del popolo di Modena e quindi inviato a conquistare Mirandola. Si invaghì di Anna Dovara, moglie di Filippino Gonzaga e pare che questo fosse il motivo che portò allo sterminio della sua famiglia ad opera dei Gonzaga. Potrebbe essere fuggito quando i Gonzaga presero il potere nel 1328.